# Lista Playmate din Germania
Lista Playmate este lista edițiilor originale a publicațiilor revistei playboy. 

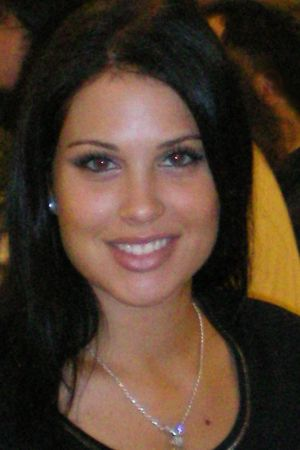
Giuliana Marino

## 1972–1975
| Luna / Anul | 1972           | 1973              | 1974            | 1975                |
| Ianuarie    | —              | Danielle De Vabre | Nancy Cameron   | Lynnda Kimball      |
| Februarie   | —              | Lenna Sjooblom    | Francine Parks  | Dagmar Puttkammer   |
| Martie      | —              | Mercy Rooney      | Pamela Zinszer  | Angela Behr         |
| Aprilie     | —              | Deanna Baker      | Marlene Morrow  | Marie-Luise Gassen  |
| Mai         | —              | Linda Summers     | Marilyn Lange   | Victoria Cunningham |
| Iunie       | —              | Miki Garcia       | Sandy Johnson   | Azizi Johari        |
| Iulie       | —              | Debbie Davis      | Carol Vitale    | Barbara Corser      |
| August      | Claire Rambeau | Cindy Wood        | Jean Manson     | Raphaela Nöcker     |
| Septembrie  | Vicky Peters   | Iuliee Woodson    | Kristine Hanson | Mesina Miller       |
| Octombrie   | Liv Lindeland  | Martha Smith      | Ester Cordet    | Lillian Müller      |
| Noiembrie   | Ellen Michaels | Monica Tidwell    | Bebe Buell      | Karen Sugimoto      |
| Decembrie   | Marilyn Cole   | Christine Maddox  | Janice Raymond  | Nancie Li Brandi    |

## 1976–1980
| Luna / Anul | 1976                | 1977               | 1978                  | 1979               | 1980             |
| Ianuarie    | Beate Grötzinger    | Christina Egger    | Cona Köneke           | Monique St. Pierre | Sabine Rothaus   |
| Februarie   | Susanne Zannantonio | Veronika Brauneis  | Uschi Winter          | Claudia Hoffmann   | Jeanette Lorenz  |
| Martie      | Sylvia Fröhlich     | Jutta Horten       | Anita König           | Silvana Berg       | Sabine Schmidt   |
| Aprilie     | Irmi Paus           | Kathrin Dome       | Isabella Schwandt     | Biggi Döllerer     | Michaela Krüger  |
| Mai         | Karin Fastner       | Dubravka Udiljak   | Margaretha Olschenska | Susanne Heymanns   | Martina Schall   |
| Iunie       | Jasmin Kompatscher  | Bea Fiedler        | Karin Wolffram        | Sibylle Rauch      | Petra Rouhs      |
| Iulie       | Monica Thimme       | Anna Thorberg      | Christina Smith       | Dorothy Mays       | Barbara Hain     |
| August      | Milda Jansen        | Vanessa Schreiber  | Franziska Bär         | Petra-Ellen Rolf   | Brigitte Wöllner |
| Septembrie  | Rositta Malterer    | Germaine Talbot    | Christine Rittner     | Kai Fügmann        | Monique John     |
| Octombrie   | Uschi Urban         | Renate Martin      | Brigitte Raddatz      | Bea Spahn          | Lee Ann Michelle |
| Noiembrie   | Doris Anders        | Brigitta Cimarolli | Brigitte Hager        | Renate Lünsmann    | Susanne Henrik   |
| Decembrie   | Hilde Gürst         | Ursula Buchfellner | Andrea Sanders        | Brigitte Lohmeyer  | Jane Priest      |

## 1981–1985
| Luna / Anul | 1981                 | 1982                          | 1983                    | 1984                    | 1985                |
| Ianuarie    | Angela Fennesz       | Gabi Schüdel                  | Cieta Stöwe             | Siegrid Ortner          | Manuela Feicht      |
| Februarie   | Barbara Flommersfeld | Daniela Rückert               | Lonny Chin              | Alana Soares            | Yvonne Jäger        |
| Martie      | Corinna Beckh        | Martina Patzal                | Karin Schott            | Elisabeth Stainer       | Claudia Müller      |
| Aprilie     | Silvia Kaiser        | Marcia Berger                 | Joan-Beatrice Tichy     | Conny Dachs             | Karen Velez         |
| Mai         | Michaela May         | Christina Keller              | Gabriela Mai            | Andrea & Simone Klippel | Regine Wildhofer    |
| Iunie       | Margarete Zimonjic   | Kimberly McArthur             | Jolanda Egger           | Dona Speir              | Joan Bennett        |
| Iulie       | Ria Brinkmann        | Anne-Marie Fox                | Martina Ines Jendretzke | Manuela Neumeier        | Sabine Drießlein    |
| August      | Yasmine Mehr-Aine    | Barbara Riemer                | Kirsten Ottlewski       | Katrin Fett             | Michaela Probst     |
| Septembrie  | Uschi Termath        | Lourds Ann Kananimanu Estores | Peggy Berlati           | Natalie Uher            | Susanne Montag      |
| Octombrie   | Bettina Mey          | Manuela Nehls                 | Karen Witter            | Justine Greiner         | Martina Speckbacher |
| Noiembrie   | Susan M. Smith       | Andrea Engel                  | Erika Percoraro         | Britta Hoppe            | Venice Kong         |
| Decembrie   | Eva-Maria Kunth      | Patricia Farinelli            | Stephanie Engelmann     | Roberta Vasquez         | Evelyn Haynes       |

## 1986–1990
| Luna / Anul | 1986             | 1987                 | 1988                             | 1989                | 1990              |
| Ianuarie    | Nathalie Maline  | Isabell Winkelmaier  | Simone Burkhard                  | Elisabeth Brezina   | Anja Kossak       |
| Februarie   | Andrea Wetzel    | Nora Wenck           | Kimberley Conrad                 | Shannon Long        | Verina Wimmer     |
| Martie      | Heidi Suckfüll   | Teri Weigel          | Tina Ruland                      | Alexandra Lisec     | Christina Hummer  |
| Aprilie     | Daniela Frei     | Sophie Burkamp       | Gitta Sack                       | Sabine Dragomirescu | Kata Karkkainen   |
| Mai         | Sherry Arnett    | Marina Augusta Baker | Andrea Dworak                    | Sonja Diehm         | Birgit Runge      |
| Iunie       | Ulrike Pütz      | Alexandra Böhland    | Karin und Mirjam Van Breeschoten | Laura Richmond      | Eva Kitt          |
| Iulie       | Stella Kobs      | Tanja Fiedler        | Janine Weinert                   | Christina Schmitz   | Brandy Brandt     |
| August      | Carole Ficatier  | Susanne Meyer        | Sandra Mittler                   | Christine Gassmann  | Claudia Smolana   |
| Septembrie  | Kerstin Wöstmann | Claudia Riedel       | Helle Michaelsen                 | Gabriela Dewald     | Peggy McIntaggart |
| Octombrie   | Elke Jeinsen     | Yasmin Khabiri       | Fenja Rühl                       | Celine Huber        | Petra Kitt        |
| Noiembrie   | Donna Edmondson  | Jana Uhlmann         | Ellen Kendziorra                 | Sandy Greenberg     | Nancy Rahmann     |
| Decembrie   | Claudia Kopacka  | Sharry Konopski      | Stephanie Norton                 | Iris Zimmermann     | Simone Holz       |

## 1991–1995
| Luna / Anul | 1991                 | 1992              | 1993              | 1994               | 1995              |
| Ianuarie    | Christina Stieringer | Nicole Frese      | Zora Niemann      | Anna-Maria Goddard | Kerstine Wendorf  |
| Februarie   | Marina Heinz         | Tanja Götzl       | Jennifer Leroy    | Karina Eckardt     | Becky Delossantos |
| Martie      | Martina Schmidt      | Tanya Beyer       | Morena Corvin     | Isabella Mum       | Babette Fahland   |
| Aprilie     | Deborah Driggs       | Ilka Schüttelkorb | Nicole Van Bellen | Saskia Lohle       | Britta Comtesse   |
| Mai         | Sandra Kaas          | Tonja Christensen | Patricia Veit     | Shae Marks         | Neriah Davis      |
| Iunie       | Christy Thom         | Martina Moculescu | Inez Manta        | Sylvia Rudzinska   | Eveline Poyss     |
| Iulie       | Esther Rieser        | Claudia Breuer    | Anna Bach         | Jana Wutzler       | Alesha Oreskovich |
| August      | Monika Stelling      | Dulce Maria Neves | Anna Nicole Smith | Daniela Jambrek    | Alexandra Malczak |
| Septembrie  | Simone Bechtel       | Missen Von Einst  | Sonja Giese       | Susi Marekovic     | Adelheid Pietsch  |
| Octombrie   | Suzanne Sanders      | Echo Johnson      | Stephanie Adams   | Nadine Tschanz     | Tessa Wirtz       |
| Noiembrie   | Bianca Beier         | Maja Russi        | Iulieanna Young   | Denise Siegel      | Jana Hachmeister  |
| Decembrie   | Corrinna Harney      | Svetlana Asanin   | Viola Alemdar     | Iris Kaufmann      | Miriam Conrad     |

## 1996–2000
| Luna / Anul | 1996               | 1997               | 1998              | 1999                        | 2000                |
| Ianuarie    | Samantha Torres    | Jami Ferrell       | Kimber West       | Nicole, Erica & Jaclyn Dahm | Mirja Becker        |
| Februarie   | Victoria Skaf      | Yvonne Hoffmann    | Franziska Tuch    | Holly Hart                  | Stacy Marie Fuson   |
| Martie      | Melanie Anschütz   | Tanja Ortmann      | Kona Carmack      | Franciska Wölki             | Katrin Schmidt      |
| Aprilie     | Vicky Seitz        | Kelly Marie Monaco | Verena Fleischer  | Sylvie Schmoll              | Michaela Holtz      |
| Mai         | Karin Taylor       | Christiane Rentsch | Tanja Trudrung    | Petra Weise                 | Sarah Leisering     |
| Iunie       | Stacy Sanches      | Victoria Silvstedt | Iuliea Schultz    | Mayuree Wichaithongkham     | Silke Van Exel      |
| Iulie       | Andrea Rieder      | Iuliee Naumann     | Yvonne Honsa      | Natalia Sokolova            | Vanessa Gleason     |
| August      | Nadine Griesbach   | Celina Wieczorek   | Birgit Menge      | Ines Berberich              | Daniela Pramstaller |
| Septembrie  | Monika Tymofijow   | Ute Eckhardt       | Sissi Nagy        | Heike Wittig                | Jasmin Brandt       |
| Octombrie   | Patricia Spänhoff  | Melanie Heil       | Janina Aust       | Stefanie Ehrhardt           | Patricia Münster    |
| Noiembrie   | Karolina Stefanski | Patricia Bolognini | Heydi Núñez Gómez | Zahira Fuchsenthaler        | Béatrice Wenker     |
| Decembrie   | Victoria Krämer    | Anke Hermann       | Muriel Härtlein   | Sarah Walker                | Carolina Gynning    |

## 2001–2005
| Luna / Anul | 2001                               | 2002                | 2003                | 2004                | 2005               |
| Ianuarie    | Sarah Djabali                      | Heidi Kiermasch     | Teri Marie Harrison | Ariane La Rosa      | Silvia Hackl       |
| Februarie   | Samantha Grande                    | Lena Specht         | Kinga Mathe         | Janine Habeck       | Jasmin Arenz       |
| Martie      | Christiane Wilwert                 | Pamela Schneider    | Katharina Münch     | Anabel Zawisla      | Corinna Poschinger |
| Aprilie     | Bettina Bezzeg                     | Therese Rosenberg   | Annika Krum         | Tina Eder           | Giuliana Marino    |
| Mai         | Tanja Nickel                       | Melinda Hortobagyi  | Tanja Kewitsch      | Anja Melzer         | Myriel Brechtel    |
| Iunie       | Dora Pohanyar                      | Blanka Dziwisch     | Katrin Latus        | Olga Zjuba          | Daniela Horn       |
| Iulie       | Katja Hornuf                       | Sophie Gassmann     | Marie Amihere       | Iuliea Pöchlauer    | Inna Hemme         |
| August      | Catharina Lönnig                   | Vivien Hirschfelder | Anett Pergande      | Christiane Henschel | Kristin Lehmann    |
| Septembrie  | Mafalda Sophia Dos Santos Teixeira | Katrin Dräger       | Sandra Ebert        | Maureen Sauter      | Janina Wissler     |
| Octombrie   | Susy Podajski                      | Kathrin Strauss     | Melanie Eder        | Sina Sakanovic      | Thessa Gierer      |
| Noiembrie   | Svetlana Maslowski                 | Nicolina Agliolo    | Kerstin Schulz      | Melanie Wieser      | Mareike Gottwald   |
| Decembrie   | Anna Richter-Trummer               | Mascha Alafonowa    | Nadia Chérif        | Jennifer Heidrich   | Bianca Frankowska  |

## 2006–2010

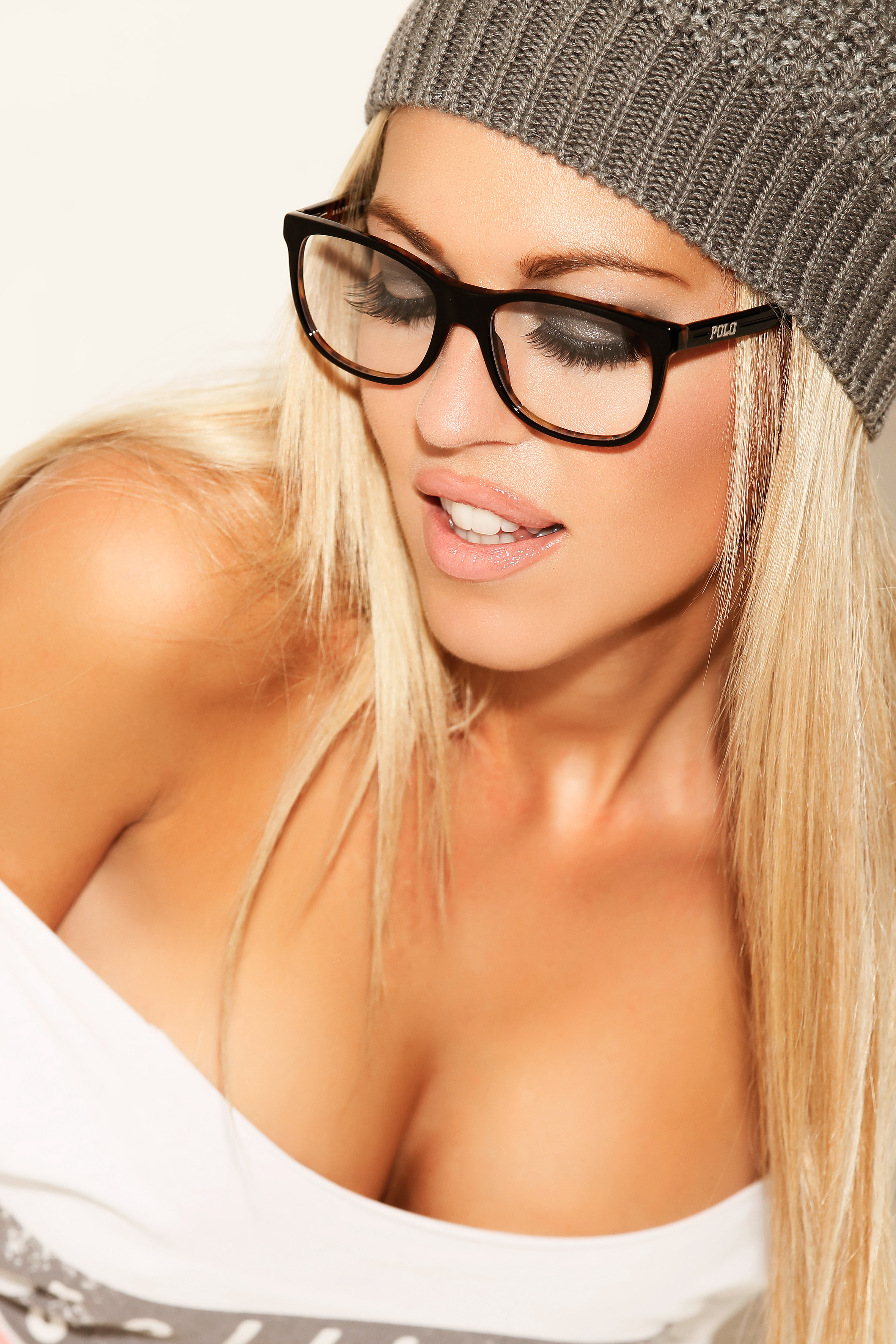
Julia Schober, Octombrie 2010

| Luna / Anul | 2006                 | 2007                      | 2008              | 2009                 | 2010              |
| Ianuarie    | Daniela Vidas        | Daniela Wolf              | Leonor Perez      | Jennifer Henschel    | Myo Ling          |
| Februarie   | Kerstin Karth        | Wera Iwanischin           | Ines Eisner       | Lisa Tomaschewsky    | Katie Steiner     |
| Martie      | Dominika Kusnierczyk | Susanne Baum              | Magdalena Sierka  | Margerita Waldmann   | Nadin Matthes     |
| Aprilie     | Agnieszka Hendel     | Cristina-Maria Stefanescu | Öznur Asrav       | Doris Kemptner       | Estefania Wieland |
| Mai         | Sabrina Preißer      | Anja Hollands             | Doreen Seidel     | Esther Welvaarts     | Vivien Cetin      |
| Iunie       | Helena Philipp       | Andrea Vetsch             | Peggy Weiß        | Stefanie Spleiß      | Iris Bakker       |
| Iulie       | Annica Hansen        | Jessica Micari            | Natasa Dilber     | Michaela Grauke      | Anna-Maria Kagere |
| August      | Helena Meier         | Nicole-Maria Niemann      | Daniela Golm      | Izabela Kuczera      |                   |
| Septembrie  | Katrin Hänelt        | Isabella Syrek            | Erika Zivkovic    | Sandra Latko         |                   |
| Octombrie   | Regina Deutinger     | Anna Scharl               | Alena Gerber      | Jennifer Martin      |                   |
| Noiembrie   | Silke Grobert        | Iulieane Raschke          | Lucia Sitavancova | Daria Eppert         |                   |
| Decembrie   | Jasmin Elmi          | Alexandra Salai           | Miriam Schwarz    | Sabine-Marie Schmidt |                   |